# Alberto de Mendoza

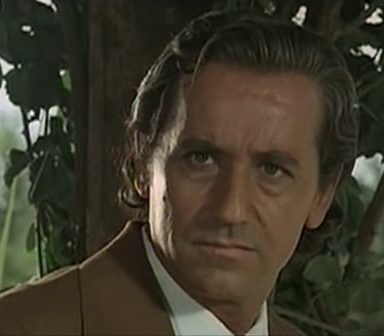
Alberto de Mendoza (1969)

Alberto Manuel Rodríguez Gallego González de Mendoza (* 21. Januar 1923 in Buenos Aires; † 12. Dezember 2011 in Madrid) war ein argentinisch-spanischer Schauspieler und über ein halbes Jahrhundert lang einer der populärsten Stars des spanischsprachigen Kinos.

## Leben
De Mendoza wurde als Sohn spanischer Eltern in Buenos Aires geboren, kam aber bereits im Alter von zwei Jahren ins Land seiner Vorfahren. Bei Ausbruch des Bürgerkriegs 1936 kehrte er nach Argentinien zurück. Dort ging er 15-jährig als Tänzer zum Kabarett. Eine Tournee führte ihn später auch nach New York, wo ihn jedoch seine Tanzpartnerin verließ. Die argentinische Botschaft, von der Mendoza sich das Geld für die Heimreise erhoffte, vermittelte ihm daraufhin vor Ort ein Engagement an die Ballett-Truppe Joos.
Zurück in Buenos Aires nahm er einen Berufswechsel zur Schauspielerei vor und schloss sich den Bühnentruppen von Tira Merello und Mecha Ortiz an. Alberto de Mendoza arbeitete zunächst abends als Statist am Theater, während er tagsüber sein Geld als Sportlehrer verdiente.
1948 erhielt er die Hauptrolle in dem Stück ‘Filomena Marturano’, mit dem er schlagartig bekannt wurde und das er zwei Jahre en suite spielte. Gleichzeitig nahm Mendoza, der bereits als Jugendlicher vor der Kamera gestanden hatte, regelmäßig Filmangebote, vorwiegend Melodramen und Edelschnulzen, an; zunächst in Argentinien, später auch in Mexiko. Anschließend spielte er wieder Theater und übernahm Hauptrollen sowohl in modernen Stücken (‘Endstation Sehnsucht’) als auch in Literaturklassikern (‘Anna Karenina’).
1959 beendete er vorläufig seine argentinische Karriere an der Seite des deutschen Nachwuchsstars Susanne Cramer mit der  argentinisch-deutschen Kolportage Ich möchte mit Dir leben. Der Film ist eine arg konstruierte Räuberpistole um ein selbstmordwilliges Pärchen, dem die gemeinsame Eheschließung verwehrt wird, einen Beutel Geld, der beiden von einem Angeschossenen zugeworfen wird und ein entführtes, kleines Kind, das mit diesem Geld aus der Hand von Gangstern gerettet werden soll.
1960 siedelte de Mendoza nach Europa über. Seitdem war der attraktive Argentinier vor allem in europäischen Ateliers aktiv. De Mendoza trat in routinierten Actionstreifen und Western, Melodramen und Liebeskomödien, Agenten- und Gangstergeschichten, Abenteuer- und Horrorfilmen auf. Er spielte Abenteurer und Galane mit Latin-Lover-Charme wie in der deutsch-spanischen Produktion Ein fast anständiges Mädchen, wo er Liselotte Pulver becircte, aber auch Offiziere, Kriminalkommissare und Wildwestler. Seltener verkörperte er gänzlich entgegengesetzte oder gar abstruse Typen wie den an Rasputin erinnernden, Satan anbetenden russischen Mönch Pujardow in dem Gruselspektakel Horror-Expreß, in dem Telly Savalas sein Filmpartner war.
Nachdem seine Rollen kleiner und die Filme immer belangloser wurden, kehrte Alberto de Mendoza 1980 heim nach Argentinien. Dort erhielt er Charakter-Hauptrollen in dramatischen Kinostoffen, spielte aber vor allem wieder Theater, so beispielsweise im Herbst 1995 mit großem Erfolg den ‚Don Fausto‘ (Faust) am ‘Teatro Municipal Presidente Alvear’ in Buenos Aires. Zwei Jahre zuvor konnte man ihn in einer Folge der deutschen Fernsehserie Flash -- der Fotoreporter sehen.

## Filmografie (Auswahl)
- 1937: Murió el sargento Laprida
- 1939: …y mañana seran hombres
- 1942: Un nuevo amenecer
- 1944: Su mejor alumno
- 1945: La dama duende
- 1946: Inspiración
- 1947: El retrato
- 1948: Historia de una mala mujer
- 1949: La cuna vacia
- 1949: Don Juan Tenorio
- 1950: Marihuana
- 1950: Filumena Marturano
- 1951: Pasó en mi barrio
- 1952: Ellos nos hicieron así
- 1954: Barrio gris
- 1954: La calle del pecado
- 1955: La noche de Venus
- 1955: La mujer desnuda
- 1956: La adultéra
- 1956: La dulce enemiga
- 1957: La mujer mercada
- 1957: El jefe (Kurzfilm, auch Koproduktion)
- 1959: Ich möchte mit Dir leben (Yo quiero vivir contigo)
- 1960: El secreto de Mónica
- 1961: Tu y yo somos tres
- 1961: FBI ... es war Mord (A hierro muere)
- 1962: La reina del Chantecler
- 1962: Chantaje a un torvo
- 1963: Das Geheimnis des Scaramouche (La mascara de Scaramouche)
- 1963: Ein fast anständiges Mädchen
- 1964: Un tiro por la espalda
- 1964: Playboy und Nymphe
- 1964: Schieß, solange du kannst (L’arme à gauche)
- 1965: Secuestro en la ciudad
- 1966: Los guardiamarinas
- 1966: Der große Coup von Casablanca (L’homme de Marrakech)
- 1967: Flucht aus der Taiga (Más allá de las montañas)
- 1967: Maria y la otra
- 1967: Volver a vivir
- 1968: Panzerschlacht an der Marne (L’urlo dei giganti)
- 1968: Heißes Spiel für harte Männer (El crimen tambien juega)
- 1969: Nackt über Leichen (Una sull'altra)
- 1969: Seine Kugeln pfeifen das Todeslied (Il pistolero dell’ Ave Maria)
- 1970: Der Killer von Wien (Lo strano vizo della signora Wardh)
- 1970: Manos torpes
- 1970: Die Piraten der grünen Insel (I pirati dell’isola verde)
- 1970: Um sie war der Hauch des Todes (Quei disperati che puzzani di sudore e di morte)
- 1971: Die dummen Streiche der Reichen (La folie des grandeurs)
- 1971: Der Schwanz des Skorpions (La coda dello scorpione)
- 1971: Una lucertola con la pelle di donna
- 1972: Profession: Aventuriers
- 1972: Horror-Expreß (Pánico en el transiberiano)
- 1973: La ragazza di Via Condotti
- 1974: Ein Unbekannter rechnet ab (And Then There Were None)
- 1974: Open Season – Jagdzeit (Los cazadores)
- 1974: What Changed Charley Farthing ?
- 1974: Das Profi Ding (Hold-Up - Instantanea di una rapina)
- 1975: Zorrita Martinez
- 1975: Ultimo deseo
- 1976: Cazar un gato negro
- 1976: La violación
- 1976: Strip-Tease
- 1978: Avisa a curro Jimenez
- 1978: Manaos – Die Sklaventreiber vom Amazonas (Manaos)
- 1978: Sieben Miezen klauen ’ne Million (Siete chicas peligrosas)
- 1980: El infierno tan temido
- 1981: El hombre del subsuelo
- 1982: Nächte ohne Mond und Sonne (Noches sin lunas ni soles)
- 1995: Lola Mora
- 1999: Bossa Nova
- 2001: Lua de Outubro
- 2002: Cleopatra
- 2004: Tapas
- 2011: La mala verdad